# Museo Mariemma
El Museo Mariemma es un museo dedicado a la bailarina y coreógrafa Guillermina Martínez Cabrejas  (1917-2008), también conocida como "Mariemma". Tiene su sede en la localidad de Íscar, Valladolid el pueblo natal de la coreógrafa. El museo alberga gran parte del legado material de la bailarina, homenajeando la carrera de esta. Asimismo la colección posee una gran importancia al haber sido el primer museo de danza española del mundo.

## Historia
En el año 2002 y, tras el éxito alcanzado, la propia bailarina se reúne con el exalcalde de Íscar, Alejandro García Sanz para proponerle la creación del museo en cuestión. El 13 de noviembre de este mismo año, Mariemma dona todo su legado al Ayuntamiento de Íscar.No es hasta el 13 de febrero de 2007 que se inaugura el Museo Mariemma, convirtiéndose en el primer museo de danza española del mundo.

## Sede
El museo se encuentra en Íscar, la localidad natal de Mariemma. El edificio que lo alberga ha sido acondicionado para ofrecer un recorrido interactivo, combinando elementos tradicionales con soportes audiovisuales. Su ubicación en esta villa refuerza el vínculo de la artista con su lugar de origen y permite a los visitantes conocer más sobre su contexto vital y artístico.
La distribución del museo permite una inmersión en la vida y obra de Mariemma a través 4 diferentes salas temáticas. Cada espacio está diseñado para mostrar aspectos clave de su carrera, desde sus inicios en la danza hasta su labor como docente y coreógrafa. Además, el museo cuenta con un espacio dedicado a proyecciones audiovisuales en el que se pueden ver fragmentos de sus actuaciones y entrevistas en las que reflexiona sobre la danza y su evolución.

## Administración
El museo es gestionado por el Ayuntamiento de Íscar, en colaboración con la Diputación de Valladolid y otras entidades culturales. Su administración está enfocada en la conservación del legado de Mariemma, la organización de exposiciones temporales y la realización de actividades educativas relacionadas con la danza y la cultura española. Además, se llevan a cabo conferencias y encuentros que profundizan en la historia de la danza española y su evolución.
A lo largo del año, el museo organiza talleres dirigidos a estudiantes de danza, visitas guiadas para grupos y actividades de divulgación cultural. Gracias a estas iniciativas, el museo se ha consolidado como un espacio de referencia para la difusión de la danza española y un punto de encuentro para profesionales y aficionados.

## Colecciones
El museo cuenta con una colección de 150 trajes utilizados por Mariemma en sus representaciones, además de carteles, figurines, objetos personales, castañuelas y premios, entre otros elementos. La colección constituye un valioso testimonio de la evolución del vestuario en la danza española y del cuidado con el que Mariemma seleccionaba sus atuendos para cada puesta en escena.
Entre las piezas más destacadas se encuentran:
- El traje de folklore para La Montañesa.[5]
- La bata de cola blanca de batista perforada para La Soleá.[1]
- El vestido de Las Danzas Cervantinas.
- El vestido diseñado por Victoria María Cortezo en 1953 para Candelas, del ballet El Amor Brujo de Manuel de Falla.
- El traje diseñado por Elio Berhanyer en 1955 para Orgía, de Las Danzas Fantásticas de Joaquín Turina.
- El vestido para La Molinera del ballet.
- El vestido verde de seda para Córdoba, de Isaac Albéniz, diseñado en 1966 por su sastra personal, Tomy.[3]

Además de los trajes, la exposición se complementa con una serie de fotografías en las que se puede ver a Mariemma portando los mismos vestidos, junto con figurines y bocetos originales de sus representaciones. Estas piezas permiten conocer la estética y evolución de la danza española a través de su vestuario y escenografía.
El museo también alberga una colección de documentos personales, programas de mano, críticas periodísticas y correspondencia que reflejan la importancia de Mariemma en el mundo de la danza y su influencia en la formación de nuevas generaciones de bailarines. Entre los archivos audiovisuales destacan grabaciones de sus interpretaciones y entrevistas en las que la artista reflexiona sobre su vida y su visión del arte.